# Fealofani Bruun
Fealofani Bruun ou Fani Bruun est une navigatrice samoane, spécialiste de la navigation polynésienne (en).
En 2009, Fani Bruun rejoint la Samoan Voyaging Society et devient membre d'équipage du Gaualofa (en), un bateau de voyage traditionnel construit en 2009. En 2012 elle commence à s’entraîner pour obtenir le titre de Yachtmaster, diplôme qu'elle reçoit en 2016, devenant ainsi la première femme samoane titulaire de ce titre.
En 2018, la BBC la distingue dans sa liste 100 Women.